# Olivia Lux
Olivia Lux, (14 de març de 1994) també coneguda com Liv Lux Miyake-Mugler, és el nom artístic de Fred Carlton, una artista drag nord-americana millor coneguda per competir en la tretzena temporada de RuPaul's Drag Race. Liv es va unir a la House of Miyake-Mugler al novembre de 2021 i al febrer de 2022 va anunciar que canviaria el seu nom per Liv Lux Miyake-Mugler.

## Carrera
Liv va créixer al municipi de Buena Vista i als afores de Vineland. Es va graduar a la Universitat Estatal de Montclair.
Liv va competir en la temporada 13 de RuPaul's Drag Race sota el nom d'Olivia Lux. Va quedar entre els cinc primers, i va perdre el seu lloc en la final després de perdre un lip-sync contra Kandy Muse. En el segon episodi de la temporada, Liv va atènyer el primer lloc, però va perdre el lip sync per la victòria contra Symone. En els episodis sisè i setè de la temporada, Liv va guanyar els reptes principals i va guanyar dos premis de 5000 dòlars. Va unir-se a la House of Miyake-Mugler que va guanyar la segona temporada de Legendary, i va debutar en l'escena del ballroom el 2021. També va participar en el repartiment de X-Mas X-Travaganza - Shantay You Sleigh en 2021.

## Vida personal
Originària de Nova Jersey, Liv Lux viu a Brooklyn, des del 2021. Balla, canta i escriu música. El seu nom drag original prové d'Olivia Pope de Scandal, i la paraula llum en llatí.